# Василь Данилович Перекрестов-Осипов
Василь Данилович Перекрестов-Осипов — полковник сумський, онук охтирського полковника Івана Івановича Перекрестова.

## Біографія
Народився в родині Перекрестових, тоді це була багата родина засновником якої був Іван Іванович Перекрестов . Родина жила багато поки  в Івана не забрали майно. Сам Іван помер по дорозі до силки на північ, а батько Василя зміг вижити але майно врятувати не вдалось.
Та усе ж не дивлячись на втрату володінь роду , все одно репутація збереглась. Завдяки цьому Василь зміг одружитися з Марією Осиповою, дочкою полковника Михайла Осипова , при умові  що Василь зміне прізвисько на Перекрестов-Осипов.
З того часу в нього і з'явилось таке прізвисько, з зміною прізвиська Василь засновує рід Перекрестови-Осипови.
Далі у 1728 році  йому вдається на деякий час стати полковником сумським . Таким чином він протримався при владі декілька років поки його з посади не змістив представник Кондратьєвих. Учасник походу генерала Дугласа проти Османів 1731 року. Потім у 1731 році померла його дружина Марія, Після цього він одружується знову на Марія , дочці Ізюмського полковника.

## Сім'я

### Дружини
Марія Михайлівна Осипова (?-1731) дочка Охтирського полковника Михайло Осипова.
Марія Лавреетьївна (?-1745) дочка Ізюмского полковника Лавентія Шидловського.

### Діти
Григорій Васильович Перекрестов-Осипов- син Василя Даниловича, від першого шлюбу.
Петро Васильович Перекрестов-Осипов- син Василя Даниловича, від першого шлюбу.
Євдокія Василівна Лісницька- донька Василя Даниловича, від першого шлюбу. Одружена з Дем'яном Лісницьким. Родина мала двох синів - Миколу та Григорія Дем'яновичів. Її діти з 1764 року вели довгу судову справу з нащадками її брата Василя Васильовича за слободи Матвіївку, Малижине, та хутір Братеницю. За рішенням Сенату, останні два зосталися в родині Лісницьких.
Григорій Васильович Перекрестов-Осипов- син Василя Даниловича, від другого шлюбу.[5]
Микола Васильович Перекрестов-Осипов- син Василя Даниловича, від другого шлюбу.